# اینترسل
اینترسل (به آلمانی: Intercell) شرکت بیوتکنولوژی اتریشی است، که در زمینه توسعه واکسنها و تولید داروهای پیشگیری و درمان فعالیت می‌نماید.
شرکت اینترسل در سال ۱۹۹۸ توسط مؤسسه تحقیقات آسیب‌شناسی مولکولی وین تأسیس شد و در حال حاضر دارای بیش از ۴۰۰ کارمند در کشورهای ایالات متحده آمریکا، اتریش و اسکاتلند می‌باشد.
دفتر مرکزی این شرکت در شهر وین، اتریش قرار دارد و بخشی از سهام آن در بازار بورس وین معامله می‌شود.